# Émerchicourt
Émerchicourt est une commune française située dans le département du Nord, en région Hauts-de-France.

## Géographie

### Localisation
Denain est à 11 km de Émerchicourt, Douai à 14 km, Valenciennes à 28 km, Cambrai à 28 km et Lille à 46 km, Maubeuge à 42 km.

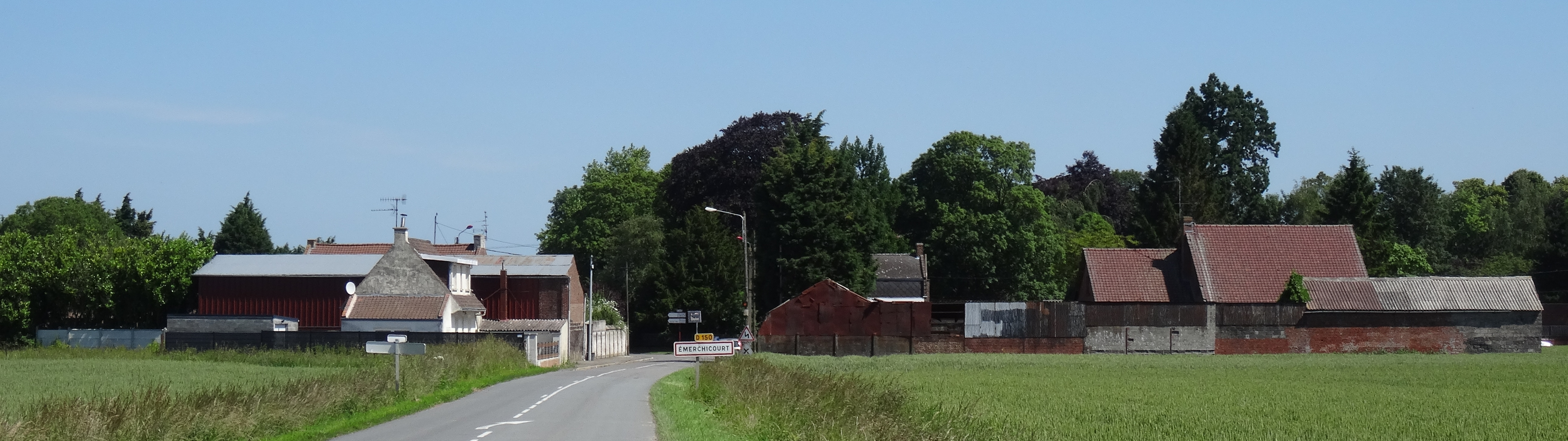
Vue du village.

### Communes limitrophes
Les communes limitrophes sont  Abscon, Aniche, Auberchicourt, Marcq-en-Ostrevent, Marquette-en-Ostrevant, Mastaing et Monchecourt.
| Auberchicourt      | Aniche             | Abscon                 |
| Monchecourt        | Émerchicourt       | Mastaing               |
| Marcq-en-Ostrevent | Marcq-en-Ostrevent | Marquette-en-Ostrevant |

### Hydrographie
La commune est située dans le bassin Artois-Picardie. Elle n'est drainée par aucun cours d'eau,.

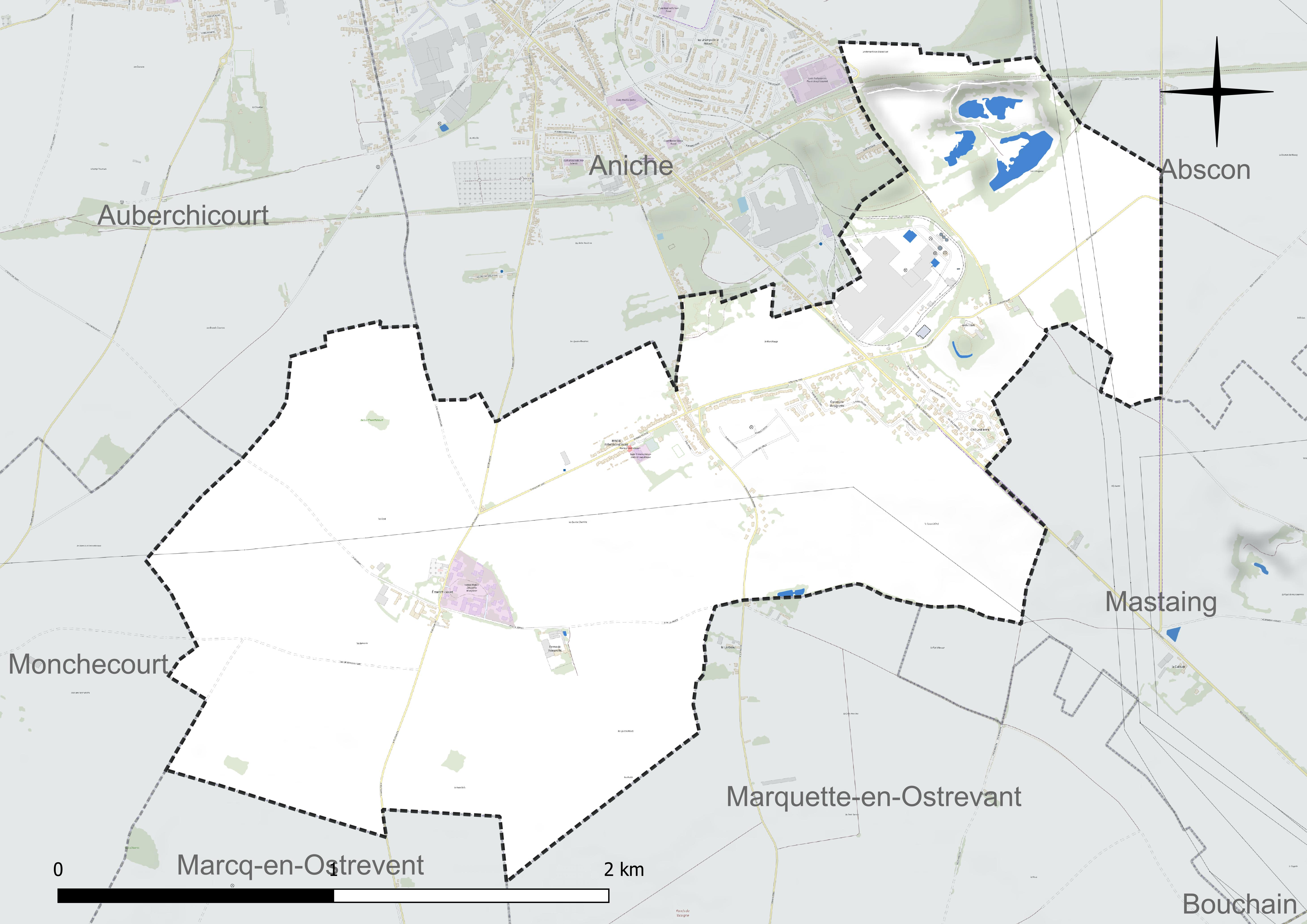
Réseau hydrographique d'Émerchicourt.

### Climat
Pour des articles plus généraux, voir Climat des Hauts-de-France et Climat du Nord.
En 2010, le climat de la commune est de type climat océanique dégradé des plaines du Centre et du Nord, selon une étude du CNRS s'appuyant sur une série de données couvrant la période 1971-2000. En 2020, Météo-France publie une typologie des climats de la France métropolitaine dans laquelle la commune est exposée à un climat océanique et est dans la région climatique Nord-est du bassin Parisien, caractérisée par un ensoleillement médiocre, une pluviométrie moyenne régulièrement répartie au cours de l'année et un hiver froid (3 °C).
Pour la période 1971-2000, la température annuelle moyenne est de 10,4 °C, avec une amplitude thermique annuelle de 14,7 °C. Le cumul annuel moyen de précipitations est de 709 mm, avec 11,4 jours de précipitations en janvier et 9,2 jours en juillet. Pour la période 1991-2020, la température moyenne annuelle observée sur la station météorologique la plus proche, située sur la commune de Douai à 14 km à vol d'oiseau, est de 11,0 °C et le cumul annuel moyen de précipitations est de 729,2 mm,. Pour l'avenir, les paramètres climatiques de la commune estimés pour 2050 selon différents scénarios d'émission de gaz à effet de serre sont consultables sur un site dédié publié par Météo-France en novembre 2022.

## Urbanisme

### Typologie
Au 1er janvier 2024, Émerchicourt est catégorisée ceinture urbaine, selon la nouvelle grille communale de densité à sept niveaux définie par l'Insee en 2022.
Elle appartient à l'unité urbaine de Valenciennes (partie française), une agglomération internationale regroupant 56  communes, dont elle est une commune de la banlieue,,. Par ailleurs la commune fait partie de l'aire d'attraction de Somain, dont elle est une commune du pôle principal,. Cette aire, qui regroupe 5 communes, est catégorisée dans les aires de moins de 50 000 habitants,.

### Occupation des sols

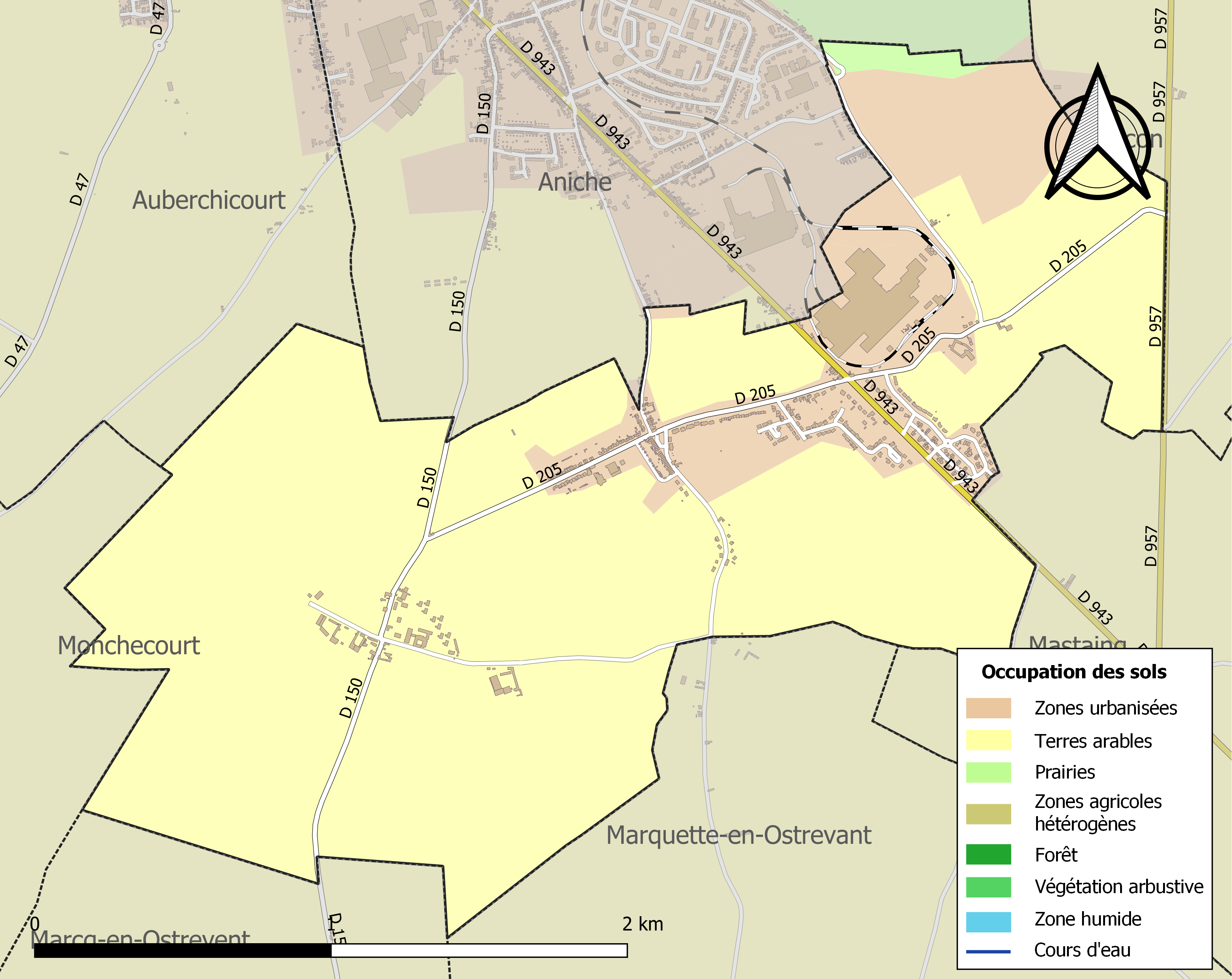
Carte des infrastructures et de l'occupation des sols de la commune en 2018 (CLC).

L'occupation des sols de la commune, telle qu'elle ressort de la base de données européenne d'occupation biophysique des sols Corine Land Cover (CLC), est marquée par l'importance des territoires agricoles (82,2 % en 2018), en diminution par rapport à 1990 (83,5 %). La répartition détaillée en 2018 est la suivante : 
terres arables (81,3 %), zones urbanisées (7,6 %), mines, décharges et chantiers (6,2 %), zones industrielles ou commerciales et réseaux de communication (4 %), prairies (0,9 %). L'évolution de l'occupation des sols de la commune et de ses infrastructures peut être observée sur les différentes représentations cartographiques du territoire : la carte de Cassini (XVIIIe siècle), la carte d'état-major (1820-1866) et les cartes ou photos aériennes de l'IGN pour la période actuelle (1950 à aujourd'hui).

### Lieux-dits, hameaux et écarts
- Vicoignette ferme ayant appartenu à l'abbaye de Vicogne
- Azincourt, fief qui a donné son nom à une société d'exploitation de la houille la Compagnie des mines d'Azincourt. Azincourt devient une commune lors de la Révolution française, mais celle-ci est très rapidement absorbée par celle d'Émerchicourt, qui porte fugacement le nom d'Émerchicourt et Azincourt[13].

### Habitat et logement
En 2020, le nombre total de logements dans la commune était de 345, alors qu'il était de 344 en 2015 et de 347 en 2010.
Parmi ces logements, 95,9 % étaient des résidences principales, 0 % des résidences secondaires et 4,1 % des logements vacants. Ces logements étaient pour 98,8 % d'entre eux des maisons individuelles et pour 1,2 % des appartements.
Le tableau ci-dessous présente la typologie des logements à Émerchicourt en 2020 en comparaison avec celle du Nord et de la France entière. Une caractéristique marquante du parc de logements est ainsi l'absence de résidences secondaires et logements occasionnels, à comparer avec la proportion départementale  (1,7 %) et à celle de la France entière (9,7 %). Concernant le statut d'occupation de ces logements, 84 % des habitants de la commune sont propriétaires de leur logement (84,7 % en 2015), contre 54,5 % pour le Nord et 57,5 pour la France entière.
| Typologie                                               | Émerchicourt | Nord | France entière |
| ------------------------------------------------------- | ------------ | ---- | -------------- |
| Résidences principales (en %)                           | 95,9         | 90,7 | 82,1           |
| Résidences secondaires et logements occasionnels (en %) | 0            | 1,7  | 9,7            |
| Logements vacants (en %)                                | 4,1          | 7,7  | 8,2            |

## Toponymie
Emernchicourt, J. de Guise. Ermenci curtis, cartulaire de Vicogne; 1154. Ermicicurt, id; 1188. Ermici cort, id;1208.

## Histoire

### Moyen Âge
En 1154 le pape Adrien IV confirme dans une bulle la possession par l'abbaye de Vicoigne
En 1181, le sieur d'Emerchicourt, prévôt de Douai, blesse en combat singulier un de ses parents. Pour le punir le comte de Hainaut brûle ses propriétés et rase le manoir seigneurial. Le sieur de Rœulx, neveu du délinquant, tue par vengeance un des familiers du comteau prix de la ruine complète de ses propriétés.
En 1200, Adam de Mastaing donne sa part dans la dîme d'Émerchicourt à l'abbaye de Vicoigne

### Époque contemporaine

#### Première Guerre mondiale
Un aérodrome militaire est implanté par l'armée allemande en 1916-1917. Il devient britannique à la fin 1918,.

#### Depuis 1945
Le 2 mars 1954, un avion militaire s'écrase à Assevent : une formation de cinquante avions à réaction canadiens, effectuant un exercice de l'Organisation du traité de l'Atlantique nord, (OTAN), est prise dans une bourrasque de neige au-dessus de Maubeuge. Deux appareil s'écrasent, l'un à Assevent, l'autre à Émerchicourt. Les pilotes ont pu sauter en parachute.

## Politique et administration

### Rattachements administratifs et électoraux

#### Rattachements administratifs
La commune se trouve depuis 1824 dans l'arrondissement de Valenciennes du département du Nord.
Elle faisait partie depuis 1793 du canton de Bouchain. Dans le cadre du redécoupage cantonal de 2014 en France, cette circonscription administrative territoriale a disparu, et le canton n'est plus qu'une circonscription électorale.

#### Rattachements électoraux
Pour les élections départementales, la commune fait partie depuis 2014 du canton de Denain
Pour l'élection des députés, elle fait partie de la dix-neuvième circonscription du Nord.

### Intercommunalité
La commune était membre de la communauté de communes Cœur d'Ostrevent, un établissement public de coopération intercommunale (EPCI) à fiscalité propre située dans le Douaisis et créé en 2000, auquel la commune avait transféré un certain nombre de ses compétences, dans les conditions déterminées par le code général des collectivités territoriales.
La commune  souhaitait le quitter depuis les années 2010 car elle est située dans l'arrondissement de Valenciennes et elle obtient d'être rattachée le 1er janvier 2019 à la communauté d'agglomération de la Porte du Hainaut,,,, par un arrêté préfectoral du 22 décembre 2018, mais cette décision est annulée par la justice et la commune réintègre le 1er juillet 2022 la communauté de communes Cœur d'Ostrevent.
Cette réintégration n'est que temporaire, car la commune obtient par un arrêté préfectoral du 26 septembre 2023 pris après accord de la CDCI du Nord, du conseil communautaire de la Porte du Hainaut et de nombreux conseils municipaux de ses communes, de rejoindre la communauté d'agglomération de la Porte du Hainaut le 1er janvier 2024, car « en termes de services administratifs, sociaux, juridiques, de santé et de services à la personne, les habitants d'Émerchicourt se tournent davantage vers les équipements et infrastructures du Valenciennois [et] qu'en matière de sécurité publique, la commune est située dans le zonage de la compagnie de gendarmerie de Valenciennes ». La commune fait donc désormais partie de la communauté d'agglomération de la Porte du Hainaut.

### Liste des maires
| Période                                  | Période                       | Identité                 | Étiquette | Qualité                                                                 |
| ---------------------------------------- | ----------------------------- | ------------------------ | --------- | ----------------------------------------------------------------------- |
| Les données manquantes sont à compléter. |                               |                          |           |                                                                         |
| 1801                                     | 1816                          | Philippe Eugène Dupire   |           |                                                                         |
| 1816                                     | 1824                          | Cosmes-Joseph Defontaine |           |                                                                         |
| 1824                                     | 1852                          | Auguste-César Defontaine |           |                                                                         |
| 1852                                     | 1962                          | Joseph Haýéz             |           |                                                                         |
| 1862                                     | 1903                          | Philippe Remy            |           |                                                                         |
| 1903                                     | 1912                          | Cyprien Oblin            |           |                                                                         |
| 1912                                     | 1914                          | Rémi Lemoine             |           |                                                                         |
| 1914                                     | 1919                          | Gustave Dessin           |           | Faisant fonction de maire                                               |
| 1919                                     | 1935                          | Émile Thuillot           |           |                                                                         |
| 1935                                     | 1940                          | Auguste Dufour           |           |                                                                         |
| 1940                                     | 1944                          | Alfred Locquet           |           | Président de la délégation spéciale nommée par le gouvernement de Vichy |
| 1944                                     | 1953                          | Auguste Dufour           |           |                                                                         |
| 1953                                     | 1965                          | Narcisse Midavaine       |           |                                                                         |
| mars 1965                                | mars 2001                     | Jean Midavaine           | PCF       |                                                                         |
| mars 2001                                | mars 2008                     | Daniel Dufour            | PCF       |                                                                         |
| mars 2008                                | juillet 2020                  | Michel Loubert           | PCF       |                                                                         |
| juillet 2020                             | En cours (au 14 janvier 2024) | Régis Roussel            |           | Profession libérale                                                     |

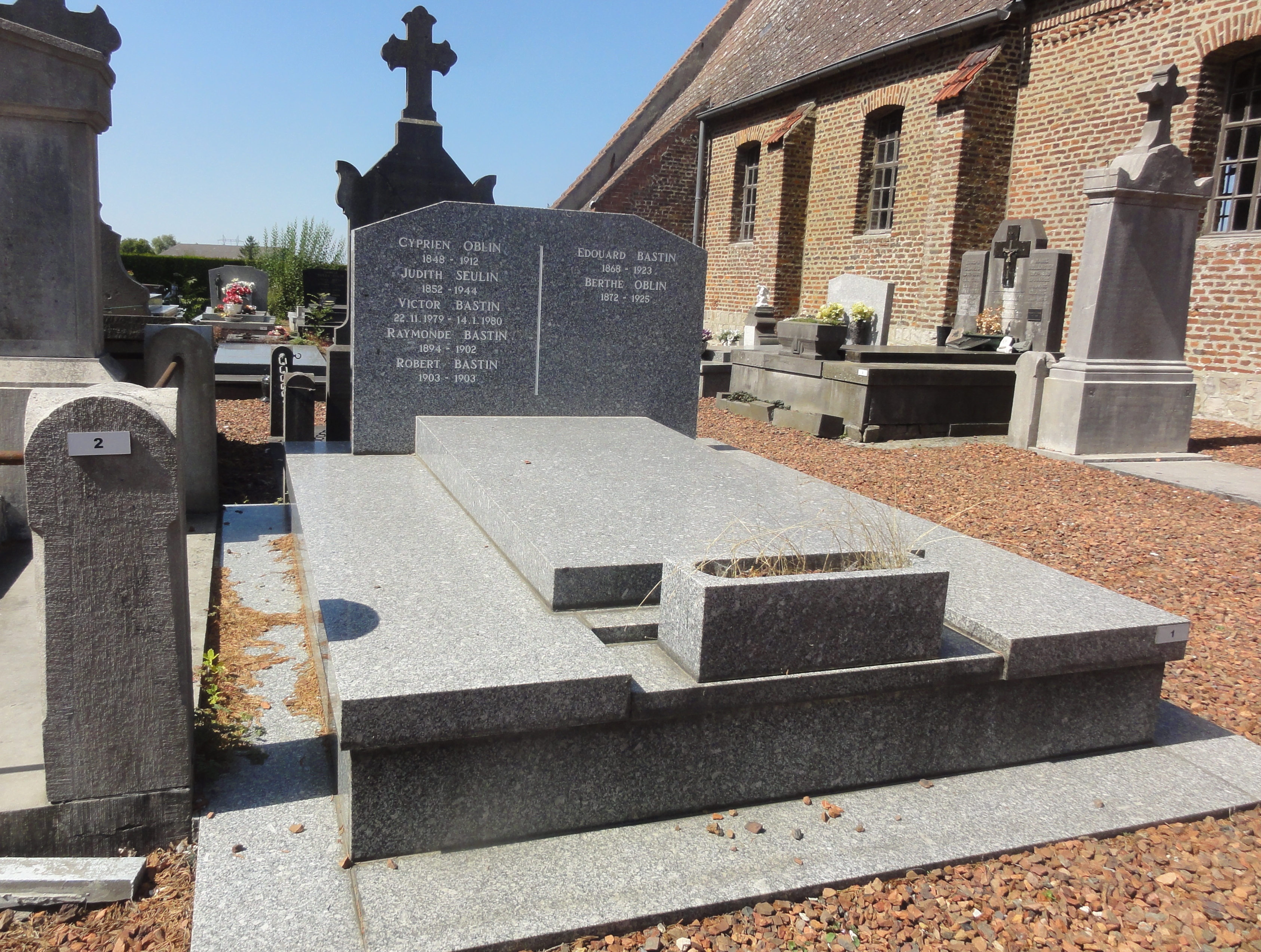
Tombe de Cyprien Oblin au cimetière de l'église d'Émerchicourt.
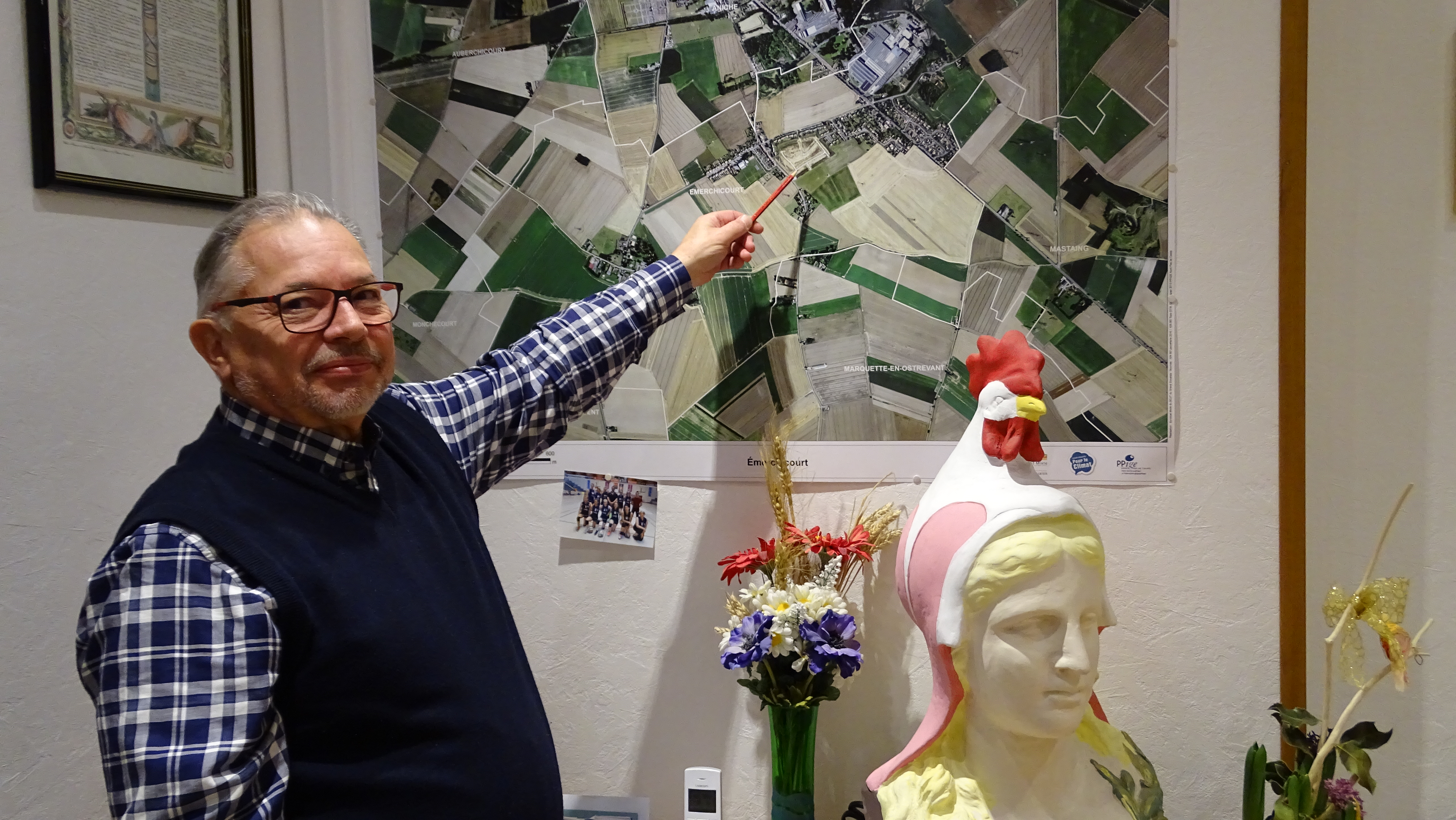
Michel Loubert.
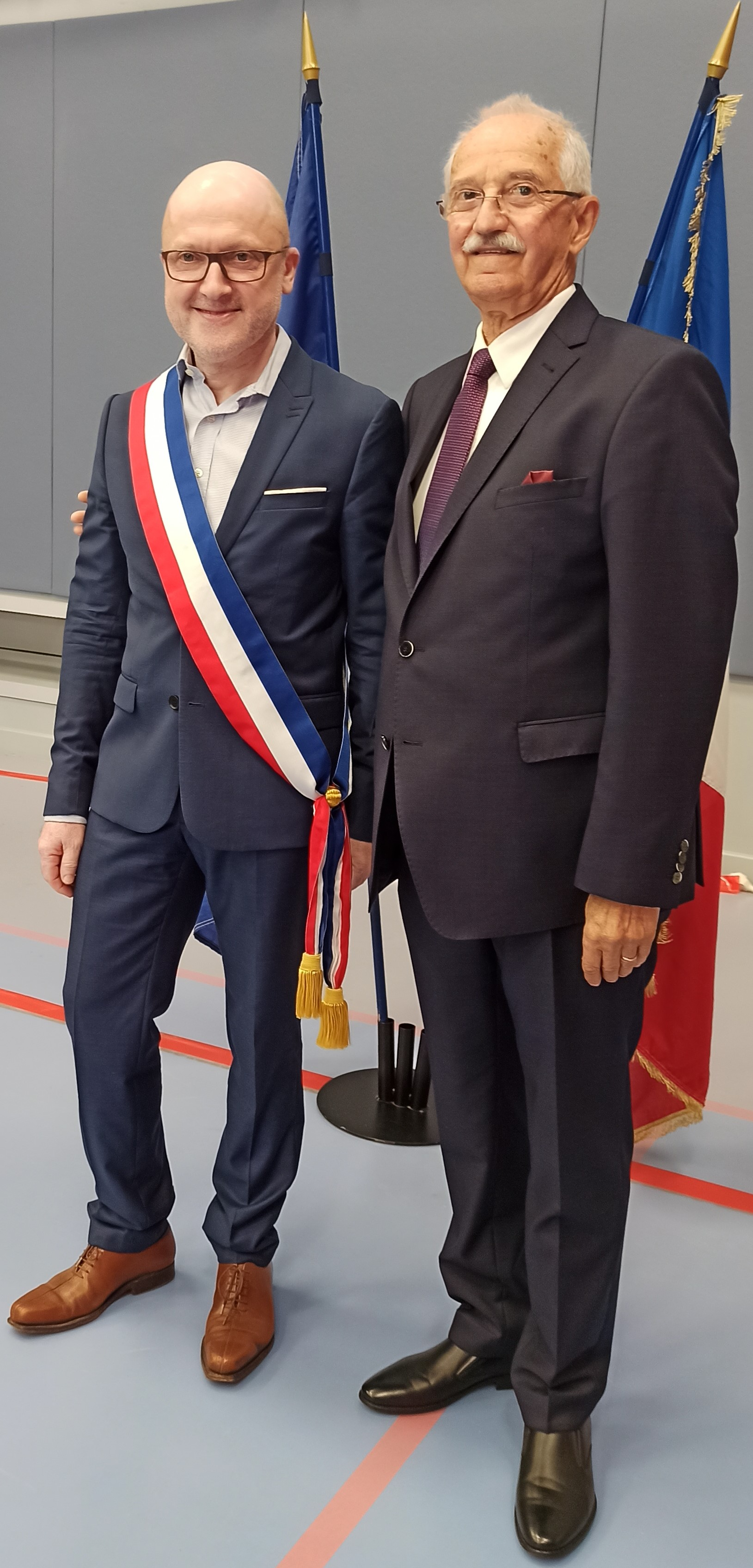
Régis Roussel et Daniel Dufour, ancien maire.

## Équipements et services publics

### Enseignement
- Groupe scolaire Louis-Aragon[32]

### Équipements sportifs
- Salle des sports Narcisse-Midavaine

### Équipements culturels
- Médiathèque Denis-Diderot[33].

### Justice, sécurité, secours et défense
La commune relève du tribunal d'instance de Valenciennes, du tribunal de grande instance de Valenciennes, de la cour d'appel de Douai, du tribunal pour enfants de Valenciennes, du conseil de prud'hommes de Valenciennes, du tribunal de commerce de Valenciennes, du tribunal administratif de Lille et de la cour administrative d'appel de Douai.

## Population et société

### Démographie

#### Évolution démographique
L'évolution du nombre d'habitants est connue à travers les recensements de la population effectués dans la commune depuis 1806. Pour les communes de moins de 10 000 habitants, une enquête de recensement portant sur toute la population est réalisée tous les cinq ans, les populations de référence des années intermédiaires étant quant à elles estimées par interpolation ou extrapolation. Pour la commune, le premier recensement exhaustif entrant dans le cadre du nouveau dispositif a été réalisé en 2005.

En 2022, la commune comptait 813 habitants, en évolution de −7,51 % par rapport à 2016 (Nord : +0,51 %, France hors Mayotte : +2,11 %).
| 1806 | 1821 | 1831 | 1836 | 1841 | 1846 | 1851 | 1856 | 1861 |
| ---- | ---- | ---- | ---- | ---- | ---- | ---- | ---- | ---- |
| 71   | 42   | 34   | 45   | 49   | 63   | 86   | 83   | 191  |

| 1866 | 1872 | 1876 | 1881 | 1886 | 1891 | 1896 | 1901 | 1906 |
| ---- | ---- | ---- | ---- | ---- | ---- | ---- | ---- | ---- |
| 226  | 329  | 322  | 336  | 307  | 330  | 348  | 370  | 425  |

| 1911 | 1921 | 1926 | 1931 | 1936 | 1946 | 1954 | 1962 | 1968 |
| ---- | ---- | ---- | ---- | ---- | ---- | ---- | ---- | ---- |
| 377  | 300  | 504  | 502  | 473  | 457  | 461  | 578  | 645  |

| 1975 | 1982 | 1990 | 1999 | 2005 | 2006 | 2010 | 2015 | 2020 |
| ---- | ---- | ---- | ---- | ---- | ---- | ---- | ---- | ---- |
| 673  | 773  | 936  | 921  | 974  | 962  | 884  | 880  | 826  |

| 2022 | - | - | - | - | - | - | - | - |
| ---- | - | - | - | - | - | - | - | - |
| 813  | - | - | - | - | - | - | - | - |

#### Pyramide des âges
La population de la commune est relativement jeune.
En 2018, le taux de personnes d'un âge inférieur à 30 ans s'élève à 35,7 %, soit en dessous de la moyenne départementale (39,5 %). À l'inverse, le taux de personnes d'âge supérieur à 60 ans est de 30,4 % la même année, alors qu'il est de 22,5 % au niveau départemental.
En 2018, la commune comptait 422 hommes pour 447 femmes, soit un taux de 51,44 % de femmes, légèrement inférieur au taux départemental (51,77 %).
Les pyramides des âges de la commune et du département s'établissent comme suit.
| Hommes | Classe d’âge | Femmes |
| ------ | ------------ | ------ |
| 0,0    | 90 ou +      | 0,7    |
| 6,0    | 75-89 ans    | 7,3    |
| 22,0   | 60-74 ans    | 24,7   |
| 19,2   | 45-59 ans    | 18,1   |
| 16,0   | 30-44 ans    | 14,6   |
| 19,9   | 15-29 ans    | 18,3   |
| 17,0   | 0-14 ans     | 16,2   |

| Hommes | Classe d’âge | Femmes |
| ------ | ------------ | ------ |
| 0,5    | 90 ou +      | 1,4    |
| 5,3    | 75-89 ans    | 8,1    |
| 14,8   | 60-74 ans    | 16,2   |
| 19,1   | 45-59 ans    | 18,4   |
| 19,5   | 30-44 ans    | 18,7   |
| 20,7   | 15-29 ans    | 19,1   |
| 20,2   | 0-14 ans     | 18     |

## Économie
Un établissement de l'entreprise Saint Gobain Glass France, qui produit en 2017 du verre plat par le procédé du « float-glass », est implantée dans la commune,.

## Culture locale et patrimoine

### Lieux et monuments
- Motte castrale d'Hasencort[41]
- Église paroissiale, rue de l'Égalité. Elle daterait du XIe siècle et se trouve  au cimetière dans le vieux village d'Émerchicourt[42].
- La chapelle Notre-Dame-des-Orages, très ancien édifice actuellement situé derrière la verrerie d'en Haut sur la route qui reliait l'ancien village d'Azincourt au village d'Aniche, mais initialement implanté non loin de la vieille ferme d'Azincourt, le long du chemin d'Emerchicourt à Abscon. Une procession annuelle des paroissiens y avait lieu annuellement afin de protéger les récoltes contre les orages[43].

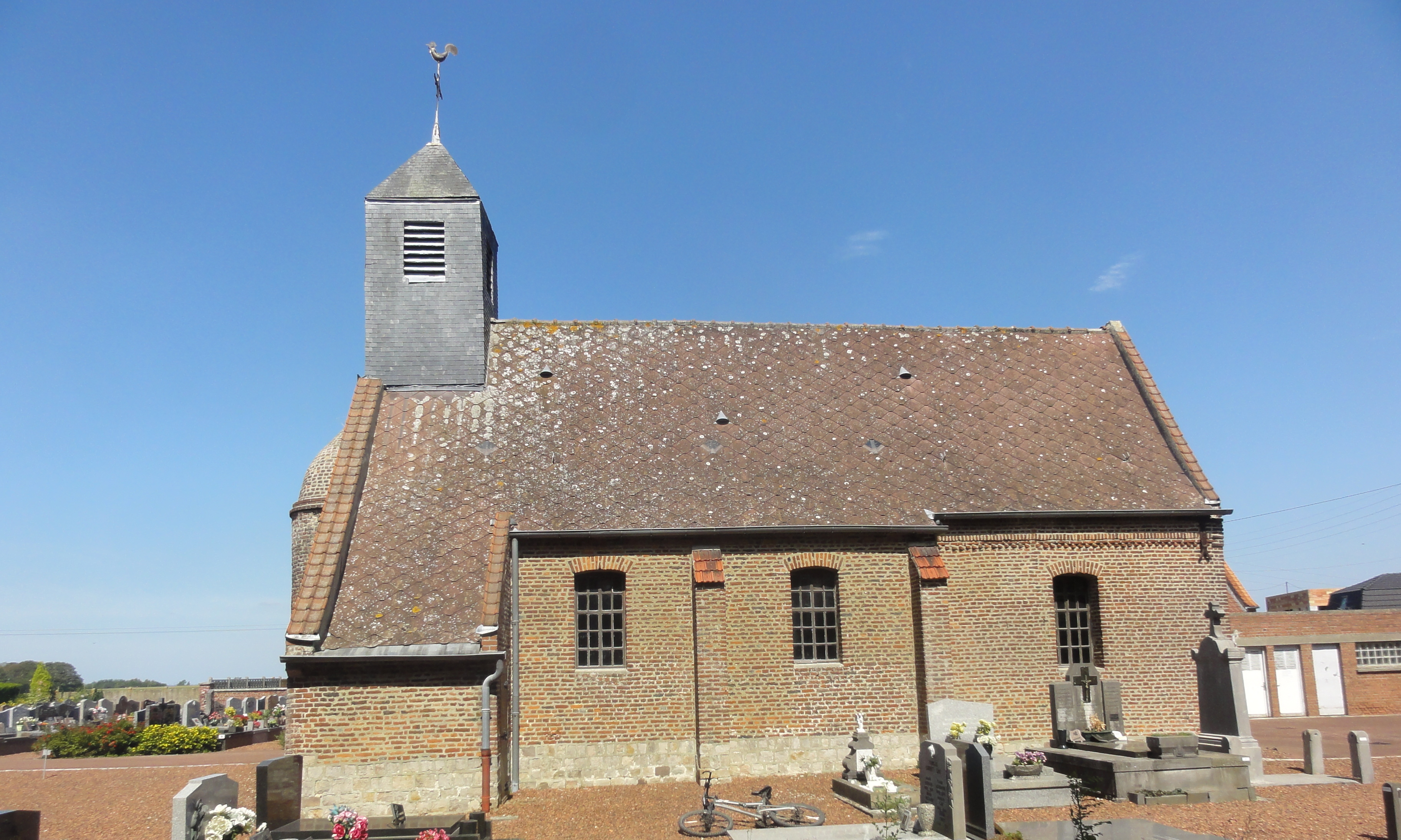
L'église...
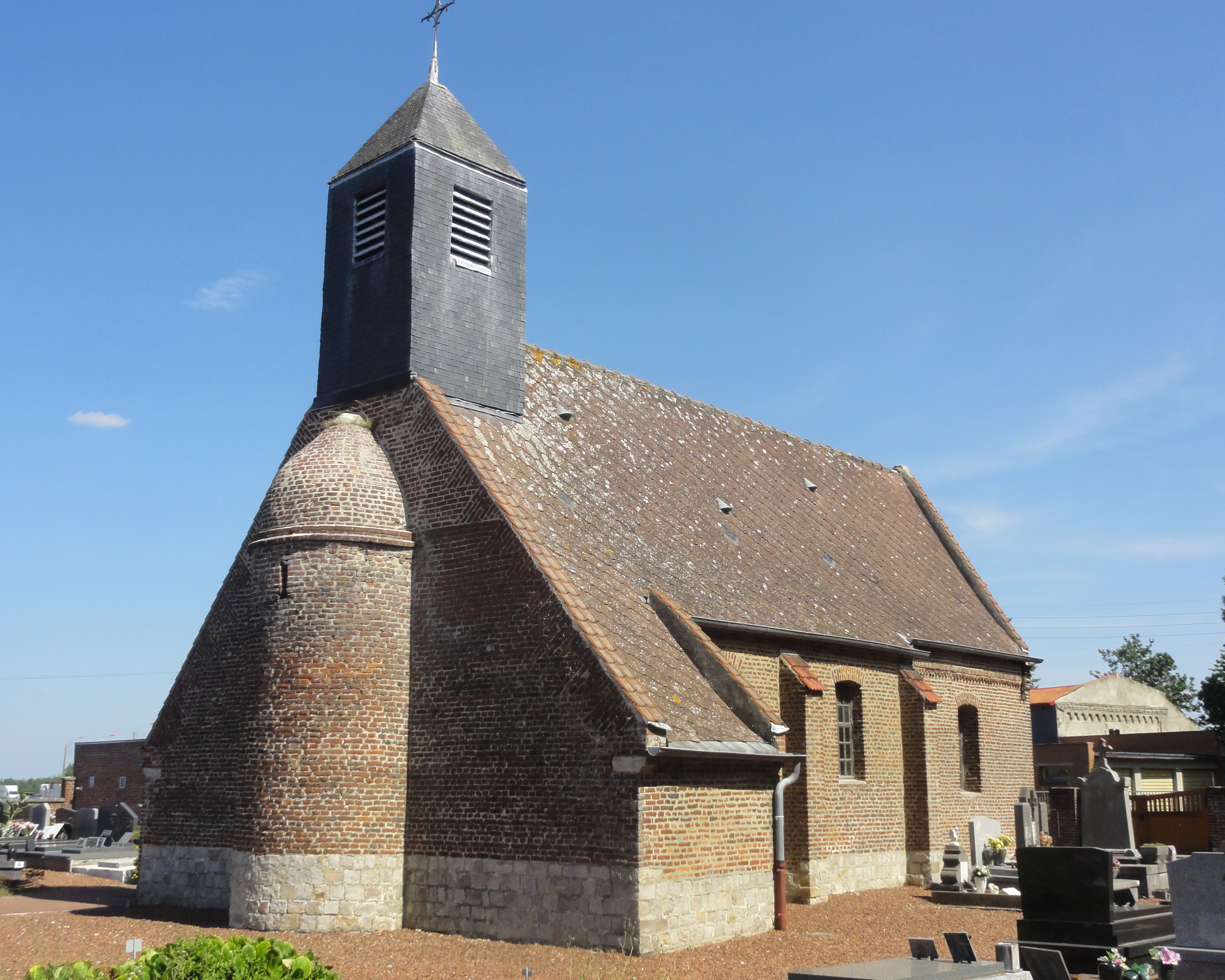
... et son chevet.
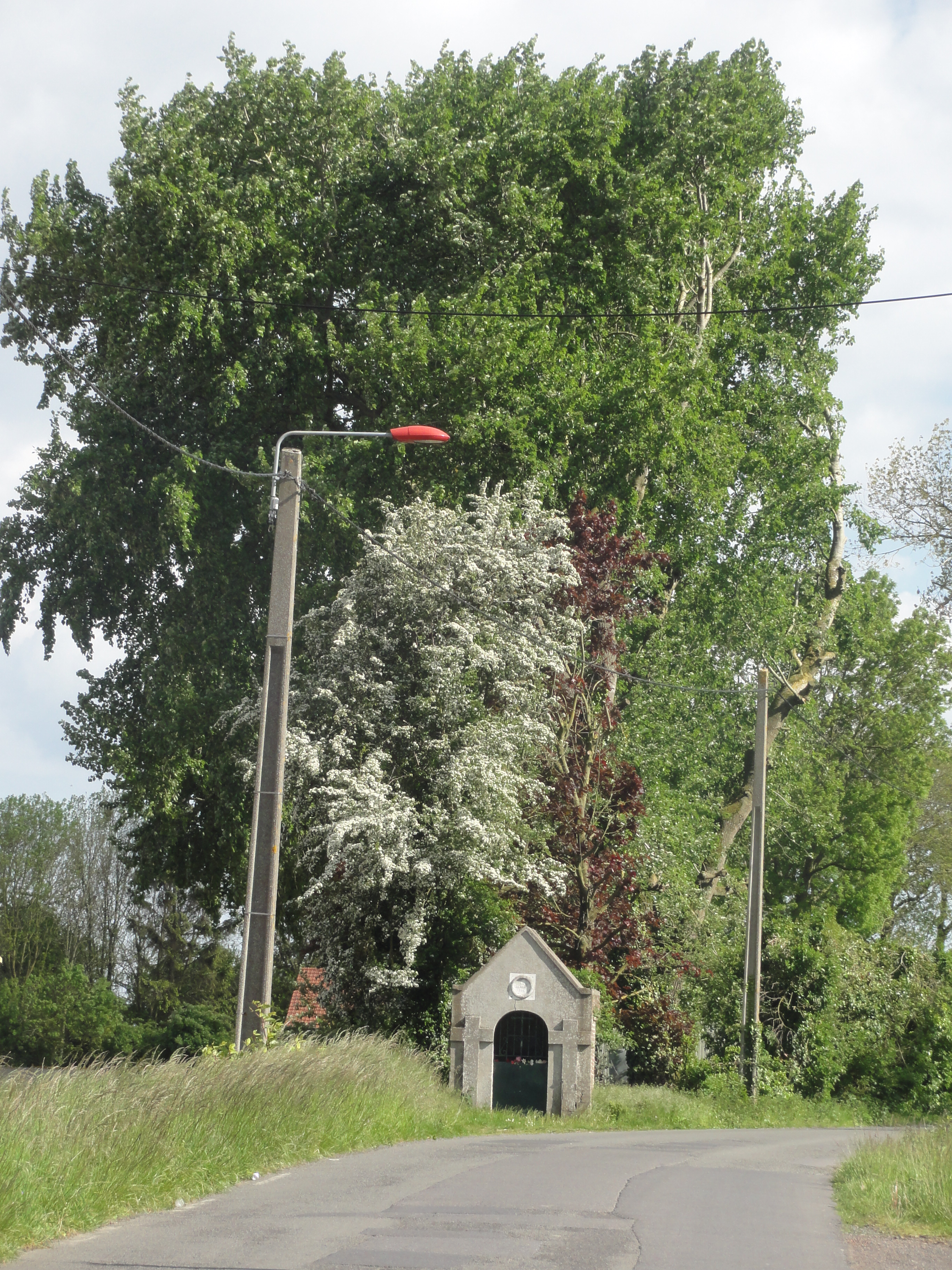
La chapelle ND des Orages
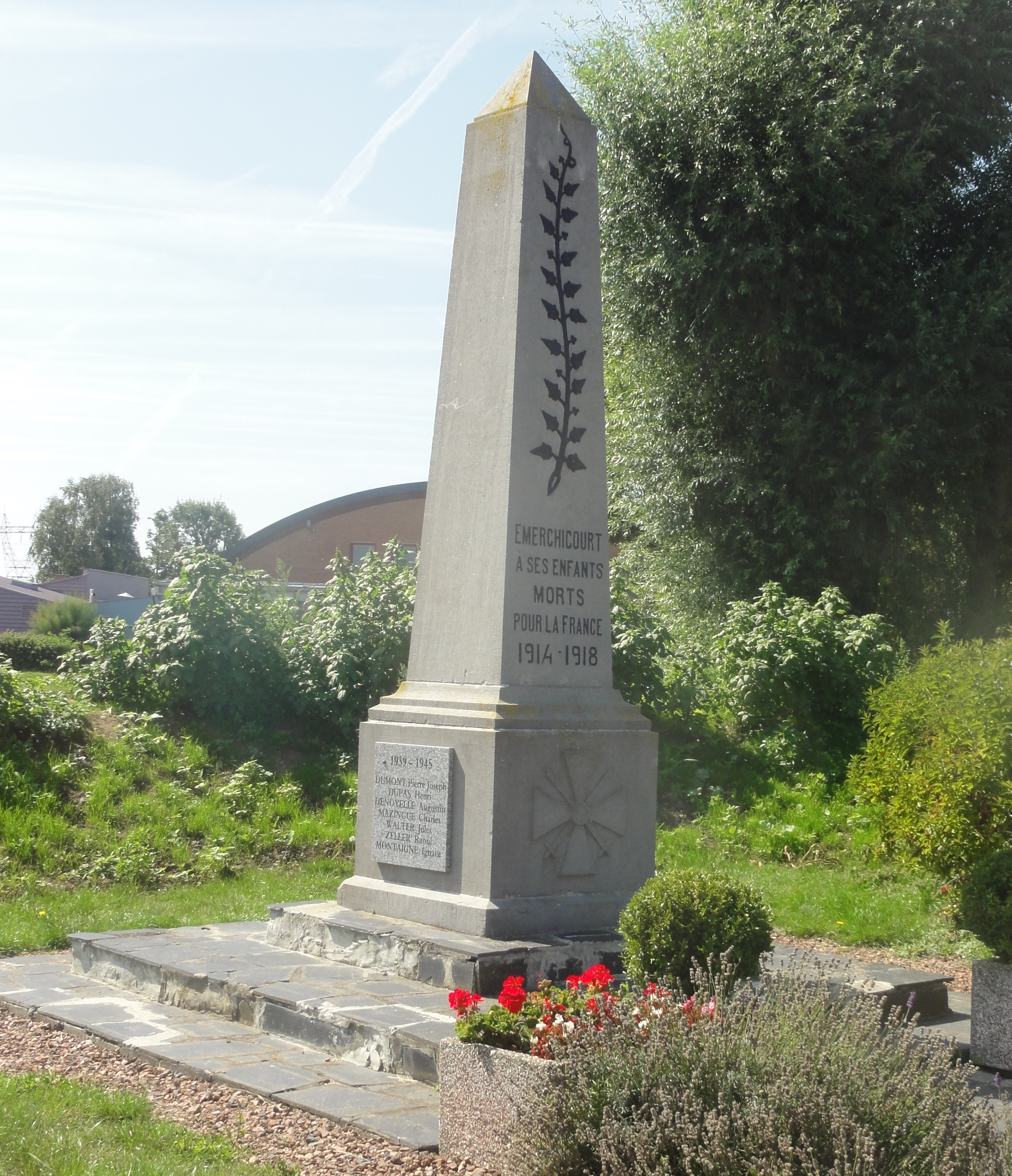
Le monument aux morts.

### Héraldique
| Blason de Émerchicourt | Blason  | D'argent à une truie de sable passant sur une terrasse de sinople. |
| Blason de Émerchicourt | Détails | Depuis 1154 Émerchicourt porte les armoiries de l'abbaye de Vicoigne avec une truie symbole de fécondité. Chaque année depuis 2002 ceci est prétexte à la fête communale Les Pourchiaunades en rappel de cet animal et de cette histoire qui va atteindre le millénaire. Les armoiries d'Emerchicourt : D'argent à une truie de sable passant sur une terrasse de sinople a comme Curgies les armoiries de l'Abbaye de Vicoigne qui possédait la totalité du village avant sa fusion avec le village d'Azincourt à la révolution. Armes confirmées en 1154 par le pape Adrien IV Le statut officiel du blason reste à déterminer. |

## Pour approfondir